# Julia Annas
Julia Annas, född 13 juni 1946, är en brittisk filosof. Hon är professor emerita i filosofi vid University of Arizona.
Annas avlade doktorsexamen vid Harvard University 1972. Hon har specialiserat sig på grekisk filosofi, särskilt epistemologi, psykologi och etik. Annas är fellow i American Academy of Arts and Sciences och medlem av American Philosophical Society. År 1983 grundade hon den referentgranskade tidskriften Oxford Studies in Ancient Philosophy.